# Nouvelle Adresse
Nouvelle Adresse est une série télévisée québécoise créée par Richard Blaimert, réalisée par Sophie Lorain, Rafaël Ouellet, Louise Archambault ainsi que Richard Blaimert, et diffusée entre le 8 septembre 2014 et le 23 novembre 2015 sur ICI Radio-Canada Télé.
Une adaptation en anglais, sous le titre This Life (en), est diffusée à CBC depuis l'automne 2015.

## Synopsis
Nathalie Lapointe, journaliste réputée dans un grand quotidien et mère monoparentale de trois enfants, voit son univers basculer le jour où elle apprend qu'elle a une récidive du cancer dont elle était remise depuis deux ans.

## Distribution
- Macha Grenon : Nathalie Lapointe (†)
- Macha Limonchik : Danielle Bergeron
- Patrick Hivon : Olivier Lapointe
- Jean-François Pichette : Laurent Lapointe
- Monia Chokri : Magalie Lapointe
- Antoine Pilon : Émile Lapointe
- Marguerite Bouchard : Léa Lapointe
- Jade Charbonneau : Romy Lapointe
- Muriel Dutil : Janine Leduc-Lapointe
- Pierre Curzi : Gérard Lapointe
- Benoît Gouin : André Beaulieu
- Sophie Prégent : Johanne Lemieux
- Laetitia Isambert-Denis : Ariane Brodeur
- Antoine Durand : Dr Nicolas Déry
- Pierre-Yves Cardinal : Simon Ricard
- Henri Chassé : Gilbert Lagacé
- Frédérick Bouffard : Thiéry Côté
- Marie-France Lambert : Sybile Morin
- Lise Roy : Laura Laure
- Andrick Sanon : Jayden Auclair
- Marie-Laurence Lévesque : Sarah-Jeanne
- Mylène Dinh-Robic : Suki Bernier
- Rachel Graton : Béatrice Langlois (†)
- Louise Cardinal : Dr Catherine Lacombe
- Jean-Nicolas Verreault : Robin Bouchard (saison 2)
- Victoria Sanchez : Camille Landry (saison 2)
- David Boutin : Jean Daniel (saison 2)
- Guillaume Lambert : Patrice Lacroix (saison 2)
- Stéphane Breton : Enquêteur Alain Lessard (saison 2)
- Marcelo Arroyo : Me Manuel Diaz (saison 2)
- Fayolle Jean : Réginald Jean

## Fiche technique
- Auteur : Richard Blaimert
- Réalisateurs : Sophie Lorain, Rafaël Ouellet, Louise Archambault et Richard Blaimert
- Script-édition : Sophie Lorain, Myrianne Pavlovic
- Producteurs : Sophie Pellerin, Jocelyn Deschênes, Myrianne Pavlovic et Josée Vallée
- Producteur délégué : Gilles Legaré
- Directeur de la photographie : Richard Ciupka
- Montage : Isabelle Levesque
- Conception visuelle : Louise-Marie Beauchamp
- Conception sonore : Guillaume Boursier et Robert Labrosse
- Musique originale : Dazmo

## Épisodes

### Première saison (Automne 2014)
| №  | Titre                 | Première diffusion | Cotes d'écoute  | Cotes d'écoute | Rang semaine |
| -- | --------------------- | ------------------ | --------------- | -------------- | ------------ |
| 1  | L'Annonce             | 8 septembre 2014   | en stagnation   | 968 000        | 13e          |
| 2  | L'Onde de choc        | 15 septembre 2014  | en diminution   | 950 000        | 18e          |
| 3  | Défier le pire        | 22 septembre 2014  | en diminution   | 810 000        | 24e          |
| 4  | Les Mots pour le dire | 29 septembre 2014  | en augmentation | 886 000        | 21e          |
| 5  | Croire                | 6 octobre 2014     | en augmentation | 907 000        | 16e          |
| 6  | Lutter                | 13 octobre 2014    | en diminution   | 862 000        | 23e          |
| 7  | Les Secrets           | 20 octobre 2014    | en augmentation | 880 000        | 17e          |
| 8  | L'Ennemi              | 27 octobre 2014    | en augmentation | 935 000        | 16e          |
| 9  | Carpe Diem            | 3 novembre 2014    | en diminution   | 857 000        | 23e          |
| 10 | Tempête               | 10 novembre 2014   | en augmentation | 904 000        | 18e          |
| 11 | La Vérité             | 17 novembre 2014   | en augmentation | 905 000        | 21e          |
| 12 | Regretter             | 24 novembre 2014   | en diminution   | 835 000        | 21e          |

### Deuxième saison (Hiver 2015)
| №  | #  | Titre                      | Première diffusion | Cotes d'écoute  | Cotes d'écoute | Rang semaine |
| -- | -- | -------------------------- | ------------------ | --------------- | -------------- | ------------ |
| 13 | 1  | Ne pas tomber              | 12 janvier 2015    | en augmentation | 969 000        | 15e          |
| 14 | 2  | Plaider sa cause           | 19 janvier 2015    | en diminution   | 927 000        | 21e          |
| 15 | 3  | L'Autre Côté de soi        | 26 janvier 2015    | en augmentation | 985 000        | 16e          |
| 16 | 4  | Réminiscence               | 2 février 2015     | en augmentation | 1 019 000      | 15e          |
| 17 | 5  | Devoirs et Obligations     | 9 février 2015     | en diminution   | 995 000        | 17e          |
| 18 | 6  | Régler ses affaires        | 16 février 2015    | en augmentation | 1 012 000      | 14e          |
| 19 | 7  | La vie se moque de tout    | 23 février 2015    | en augmentation | 1 071 000      | 14e          |
| 20 | 8  | Le Don de soi              | 2 mars 2015        | en diminution   | 1 028 000      | 16e          |
| 21 | 9  | Sans jugement              | 9 mars 2015        | en augmentation | 1 063 000      | 14e          |
| 22 | 10 | La Vérité                  | 16 mars 2015       | en augmentation | 1 106 000      | 14e          |
| 23 | 11 | On ne peut pas toujours... | 23 mars 2015       | en diminution   | 1 069 000      | 13e          |
| 24 | 12 | Les Derniers Renoncements  | 30 mars 2015       | en augmentation | 1 091 000      | 10e          |

### Troisième saison (Automne 2015)
Cette saison, qui est la dernière, se situera un mois après le dernier épisode de la saison précédente. Initialement, elle devrait continuer avec la quatrième saison, mais l'auteur a décidé de s'arrêter pour éviter « de pondre la saison de trop ». Le dernier épisode de cette saison a prévu deux scénarios différents, dont une fin définitive qui a été diffusée. 
| №  | #  | Titre                      | Première diffusion | Cotes d'écoute  | Cotes d'écoute | Rang semaine |
| -- | -- | -------------------------- | ------------------ | --------------- | -------------- | ------------ |
| 25 | 1  | Vivre, après               | 14 septembre 2015  | en diminution   | 986 000        | 9e           |
| 26 | 2  | Malgré la volonté          | 21 septembre 2015  | en diminution   | 757 000        | 18e          |
| 27 | 3  | Absences et Erreurs        | 28 septembre 2015  | en augmentation | 787 000        | 21e          |
| 28 | 4  | S'accrocher au moins pire  | 5 octobre 2015     | en augmentation | 809 000        | 15e          |
| 29 | 5  | Ressentiments              | 12 octobre 2015    | en diminution   | 749 000        | 20e          |
| 30 | 6  | Partir en guerre           | 26 octobre 2015    | en augmentation | 816 000        | 18e          |
| 31 | 7  | Composer avec l'impossible | 2 novembre 2015    | en diminution   | 811 000        | 20e          |
| 32 | 8  | Jouer avec le feu          | 9 novembre 2015    | en diminution   | 805 000        | 21e          |
| 33 | 9  | Fragments de bonheur       | 16 novembre 2015   | en augmentation | 806 000        | 18e          |
| 34 | 10 | Une dernière fois...       | 23 novembre 2015   | en augmentation | 846 000        | 18e          |